# 孤山

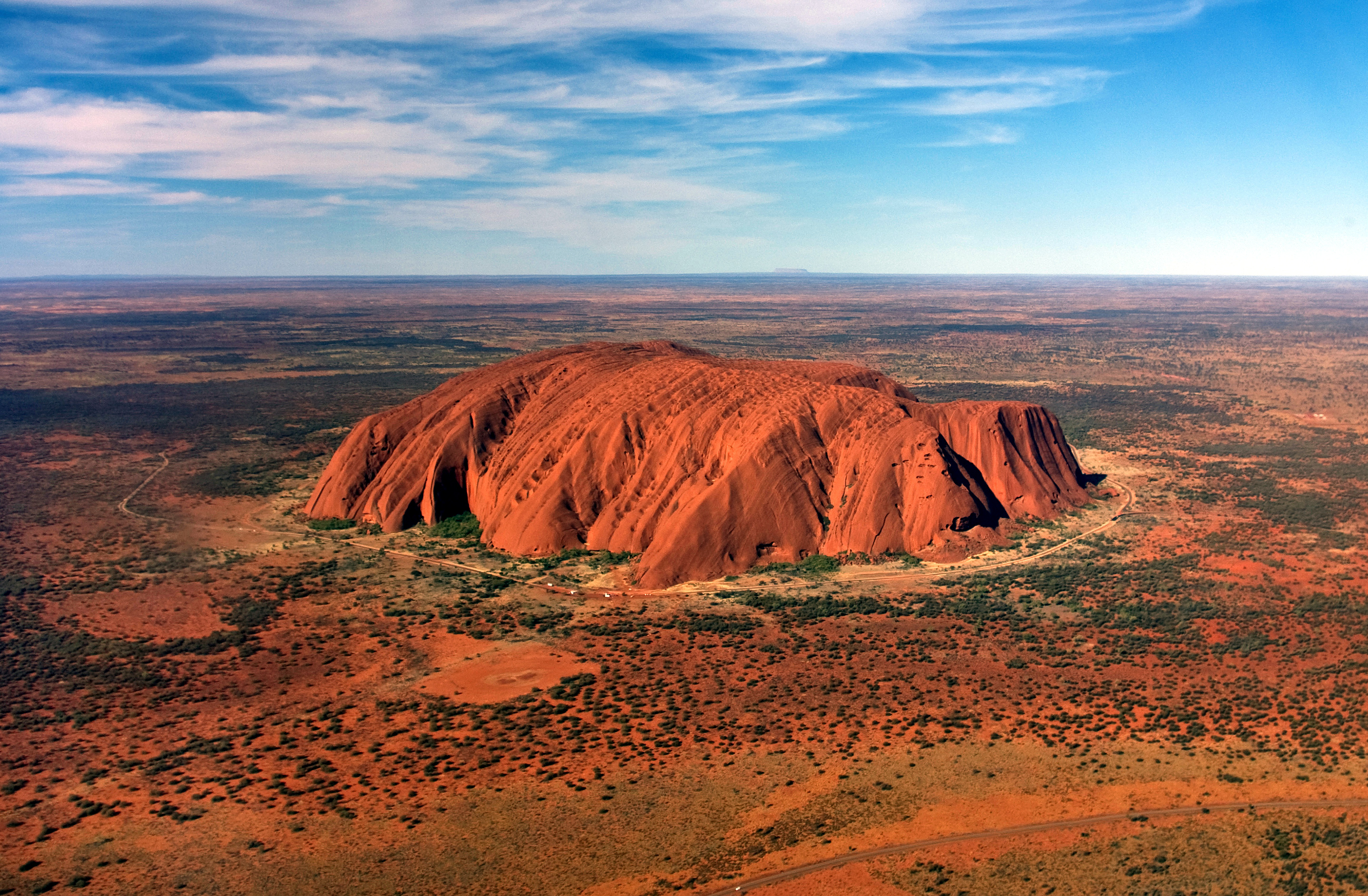
澳大利亞的烏魯魯

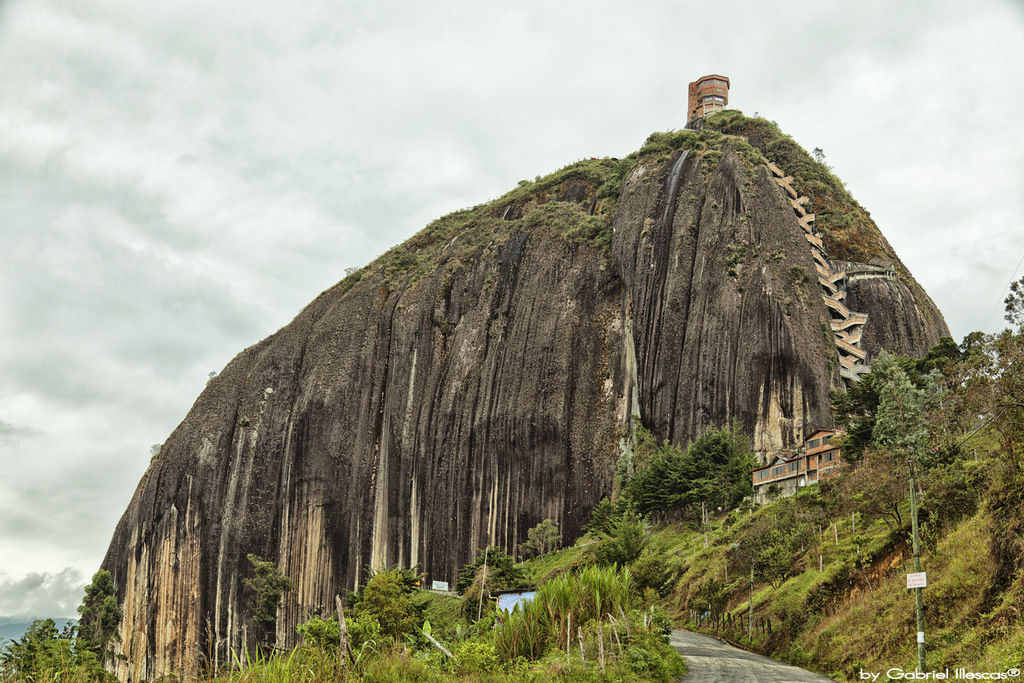
哥倫比亞的瓜塔佩巨岩

孤山或殘山（Inselberg  ），在平原上孤獨聳立的山體，可以是山丘或巨大的岩石，是經過千百萬年的侵蝕作用殘存下來的地貌。因為看似海上的孤島，又被譯作島山或島狀山。

## 外部連結
- Chisholm, Hugh (编). .  (第11版). London: Cambridge University Press. 1911.